# Braxton Sorensen-McGee
Pour les articles homonymes, voir Sorensen et McGee.
Pas d'image ? Cliquez ici

a Compétitions nationales et continentales officielles uniquement.

b Matchs officiels uniquement.
Dernière mise à jour le 10 mai 2025.
Braxton Sorensen-McGee, née le 26 octobre 2006 à Auckland (Nouvelle-Zélande) est une joueuse internationale néo-zélandaise de rugby à XV. Elle évolue aux postes d'arrière ou d'ailier avec les Blues.

## Biographie
Née le 26 octobre 2006 à Auckland en Nouvelle-Zélande, Braxton Sorensen-McGee grandit dans une famille de joueurs de rugby à XIII. Cinq membres de sa famille ont porté le maillots des Kiwis, dont Dane (en), Kurt (en) et Scott Sorensen (en). Son frère Dredin Sorensen-McGee est également treiziste et a joué en France et en Australie. Toute petite, elle suit sa mère qui entraine l'équipe des Howick Hornets et elle finit naturellement par jouer avec les moins de 7 ans de ce club. Elle s'essaie ponctuellement au football, au grand désespoir de ses oncles. Elle s'épanouit dans le rugby à XIII et passe par toutes les sélections régionales et nationales. En 2022, elle est nommée treiziste de l'année dans la catégorie des moins de 16 ans.
C'est au lycée que Braxton Sorensen-McGee s'essaie au rugby à XV. Elle intègre immédiatement l'équipe première de la prestigieuse Auckland Girls Grammar School puis est sélectionnée par Auckland pour jouer en Farah Palmer Cup. Au terme de la compétition, remportée par Auckland, elle est nommée débutante de l'année.
Après deux saisons en Farah Palmer Cup, elle reçoit une offre des Warriors, l'équipe professionnelle de rugby à XIII basée à Auckland. Elle décline car pense ne pas avoir le niveau pour jouer. Elle préfère rejoindre les Blues où elle se sent capable d'avoir du temps de jeu en Super Rugby Aupiki. Elle dispute toutes les rencontres de son équipe et inscrit six essais, dont un en finale. Au mois de mai, elle est sélectionnée avec les Black Ferns pour la Pacific Four Series : elle fait ses débuts internationaux contre les Wallaroos, et inscrit un doublé.

## Palmarès

### En franchise et province
- Vainqueur de la Farah Palmer Cup en 2023.
- Vainqueur du Super Rugby Aupiki en 2025.

### En équipe nationale
- Vainqueur de la Pacific Four Series en 2025.

### Distinctions personnelles
- Nommée débutante de l'année de la Farah Palmer Cup en 2023.